# Прайс, Джон Джайлс
Джон Джайлс Прайс (англ. John Giles Price, 20 октября 1808 — 27 марта 1857) — колониальный администратор в Австралии. Он служил губернатором поселения осужденных на острове Норфолк с 6 августа 1846 года по 18 января 1853 года, а позже — генеральным инспектором пенитенциарных учреждений в Виктории, во время которого он был «забит камнями до смерти» разгневанными заключенными.
Прайс имел аристократические связи, которые помогли ему обеспечить себе положение. Хотя поначалу считалось, что он наведет порядок после некомпетентного предшественника, Прайс высмеивал идею реабилитации осужденных. Энтузиазм по поводу порки за тривиальные нарушения дисциплины и крайние телесные наказания, изобретенные им самим, привел к осуждению его режима. Он ушел на ферму, но был ответственен за другую тюрьму, в которой его строгие карательные меры вызвали бурную реакцию.

## Ранняя жизнь
Прайс родился в Тренвейнтоне, Корнуолл, в рабовладельческой семье. Он был четвертым сыном сэра Роуза Прайса, первого баронета, от его жены Элизабет, дочери Чарльза Ламбарта и сестры Фрэнсис, жены второго графа Талбота. Прайс учился в Чартерхаусе и Брейсноуз-колледже, Оксфорде, не получив ученой степени, и приехал в Хобарт, Земля Ван-Димена в мае 1836 г. с рекомендательными письмами от влиятельных родственников. Там он занимался сельским хозяйством в районе реки Хьюон и женился на Мэри, старшей дочери Джеймса Франклина, благодаря опеке сэра Джона Франклина, лейтенанта-губернатора Земли Ван-Димена с 1836 по 1843 год.

## Карьера
В 1839 г. Прайс был назначен магистратом. В 1846 году он заболел неизвестной болезнью, и хирург Бедфорд рекомендовал ему взять отпуск, «иначе он будет уволен». Однако в июле того же года он был назначен комендантом острова Норфолк, чтобы заменить майора Джозефа Чайлдса. Одной из первых обязанностей Прайса было организовать суд над 26 осужденными, предположительно причастными к убийствам во время восстания кастрюль в июле 1846 года в конце правления Чайлдса. Двенадцать осужденных были повешены в октябре, а еще пять — вскоре после этого. Казни сломили власть пугающей клики сокамерников «Кольца». Прайс был высоким дородным мужчиной, отличавшимся экстравагантным стилем одежды и использовавшим сленг преступного мира. Он открыто объявил о своем намерении сломать заключённых и прошёл среди них с несколькими охранниками, чтобы подчеркнуть своё превосходство, хотя у него также было два пистолета.
Способность Прайса говорить на жаргоне преступного мира произвела глубокое впечатление на осужденных, и некоторые думали, что он, должно быть, сам был заключен в тюрьму. Критик, преподобный Томас Роджерс, сказал, что он замаскируется под констебля и будет перемещаться по Хобарту в поисках беспорядочных персонажей. Хаззард утверждает, что «он, казалось, знал с ужасающей точностью, как работает разум преступника, и это, вкупе с его безжалостным применением Закона, дало ему почти гипнотическую власть над ними». Другое предположение заключалось в том, что Прайс, у которого были чрезвычайно близкие отношения с осужденным надзирателем, был гомосексуалистом.
Поддерживаемый губернатором Денисоном, Прайс не отвечал ни перед кем, кроме себя, и он изобрел серию наказаний, чтобы запугать своих подопечных. Рутинная работа по резке кораллов проводилась, когда они были привязаны к весу 36 фунтов. Заключенные подвергались порке за малейшие проступки, а нанесение бальзама на раны выпоротого считалось преступлением. Его новаторские телесные наказания включали в себя частое использование ограничений, таких как клетка над головой с зубцом, который обездвиживал язык и затруднял дыхание, или всеохватывающая стальная рама, в которой мужчин держали более недели. К 1852 году общественное беспокойство заставило Денисона в частном порядке возразить Прайсу.
Прайс вернулся в Хобарт в январе 1853 года, когда британское правительство намеревалось покинуть остров Норфолк. Он был назначен генеральным инспектором тюрем в Виктории в январе 1854 года, чтобы заниматься проблемой преступности, возникшей в результате золотой лихорадки в этой колонии.

## Смерть
26 марта 1857 года он посетил осужденных, живших и работавших в Уильямстауне. В сопровождении небольшого числа охранников Прайс направился к мужчинам, но его группа была быстро окружена примерно сотней заключенных. Почти сразу его охрана побежала под градом камней. Прайс тоже пытался бежать, но был сбит с ног и сильно избит железными прутьями и молотами. Он умер на следующий день, и после дознания пятнадцать осужденных были осуждены за убийство, семеро были повешены.
Семь осужденных: Томас Уильямс, Генри Смит (он же Бреннан) и Томас Молони были повешены 28 апреля 1857 года, Фрэнсис Бранниган, Уильям Браун и Ричард Брайант повешены 29 апреля 1857 года, а Джон Чизли повешен 30 апреля 1857 года.